# Ilya Lvovich Selvinsky
Ilya Lvovich Selvinsky (tiếng Nga: Илья́ Льво́вич Сельви́нский) (12 tháng 10 năm 1899 – 2 tháng 3 năm 1968) – nhà thơ, nhà văn, nhà viết kịch Nga Xô Viết, một đại diện tiêu biểu của nhóm văn học Constructivist (tạo dựng), chủ trương đưa ra một cách tiếp cận khoa học vào lĩnh vực thơ ca.

## Tiểu sử
Ilya Selvinsky sinh ở thành phố Simferopol, vùng Krym. Bố là người tham gia cuộc chiến tranh Nga – Thổ năm 1877. Sau chiến tranh bố trở thành người buôn da thú và theo tiểu sử tự thuật của Selvinsky thì "lúc đầu là thương gia, sau khi phá sản, là thợ thuộc da". Nhà thơ tương lai học trường gymnazy ở Evpatoria. Từ năm 1915 bắt đầu in tác phẩm ở các tờ báo địa phương.
Những năm Nội chiến Selvinsky tham gia Hồng quân. Thời kỳ Cách mạng Tháng Mười bị Bạch vệ bắt ở Krym nhưng sau đó được trả tự do nhờ sự can thiệp của một số người bạn. Sau khi chính quyền cách mạng được thiết lập ở Krym, Selvinsky tham gia công tác xã hội đồng thời học ở khoa luật Đại học Tavrisky. Năm 1920 chuyển lên học ở Đại học Quốc gia Moskva và tốt nghiệp năm 1923. Năm 1926 xuất bản tập thơ đầu tiên Рекорды. Selvinsky trở thành chủ soái của nhóm Constructivist, gồm các nhà thơ, nhà văn như Eduard Georgevich Bagritsky, Vera Inber, Vladimir Lugovskoy…
Những năm 1927 – 1930 tham gia cuộc bút chiến với Vladimir Mayakovsky. Sau khi nhóm Constructivist giải thể, ông đi làm thợ hàn ở nhà máy điện. Năm 1933 làm phóng viên báo Sự Thật (Правда), đi nhiều nước Tây Âu và viết nhiều về những chuyến đi này. Thời kỳ Chiến tranh Vệ quốc ông làm phóng viên chiến trường. Sau chiến tranh ông tiếp tục sáng tác ở nhiều thể loại, hướng dẫn hội thảo ở trường viết văn, có những bài thơ ông viết chỉ 2 ngày trước khi từ giã cõi đời. Ilya Selvinsky mất ngày 2 tháng 3 năm 1968 ở Moskva.

## Tác phẩm
Thơ:
- Гимназическая муза». Цикл стихов

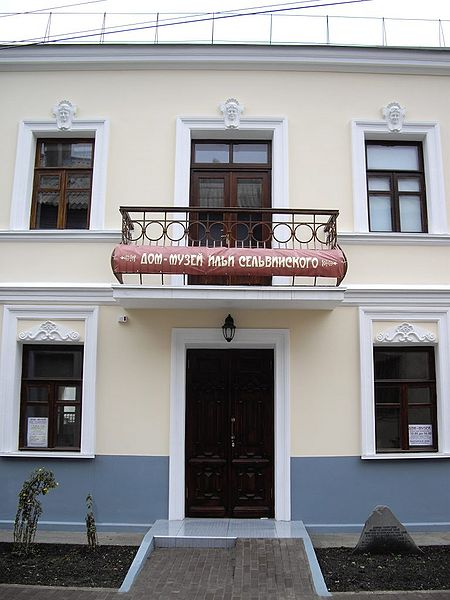
Bảo tàng Ilya Selvinsky ở Krym

- 1926 — «Рекорды». Поэтический сборник
- 1930 — «Декларация прав поэта»
- 1931 — «Электрозаводская газета» (стихи)
- Тихоокеанские стихи»
- Зарубежное»
- Военные стихи (в том числе «Родина», «Кто мы?», «Я это видел!», «О ленинизме», «Аджи-Мушкай»; «Фашизм» (1941))
- 1947 — «Крым, Кавказ, Кубань». Сборник.

Trường ca:
- 1920 — «Юность». Корона сонетов (поэма).
- 1923—1924, опубликована 1927 — Улялаевщина. Поэма
- 1927 — «Записки поэта». Поэма (стихотворная повесть, включает сборник стихов «Шелковая луна»)
- 1927—1928, опубликован 1929 — «Пушторг». Роман в стихах
- 1937—1938 — «Челюскиниана» поэма
- 1956 — вторая редакция «Улялаевщины»
- 1960 — «Арктика» роман
- Три богатыря» (свод русских былин).

Kịch:
- 1928 — «Командарм 2». Трагедия (в стихах)
- 1932 — «Пао-Пао». Драма
- 1933 — «Умка — Белый Медведь». Пьеса
- 1937 — «Рыцарь Иоанн». Трагедия (в стихах).
- 1941 — «Бабек» (Орла на плече носящий). Трагедия (в стихах).
- Россия». Драматическая трилогия.
- 1941—1944 — 1. «Ливонская война» (в стихах).
- 1949 — 2. «От Полтавы до Гангута».
- 1957 — 3. «Большой Кирилл».
- 1943 — «Генерал Брусилов»,
- 1947 — «Читая Фауста». Трагедия
- 1962 — «Человек выше своей судьбы». Пьеса
- Царевна-Лебедь». Лирическая трагедия
- Тушинский лагерь»

Văn xuôi:
- 1928 — «Кодекс конструктивиста»
- 1959 — «Черты моей жизни» Автобиографическая рукопись
- 1962 — «Студия стиха». Книга опубликовано в 1966 — «О, юность моя!» Роман (автобиографический).

## Một số bài thơ
| Về tình yêu Nếu anh chết, nếu như anh biến mất Em đừng khóc. Em không thể nào đâu. Anh trong cuộc đời em, xin nói thật Anh không hề chiếm góc lớn nào đâu. Trong tim em có con chim gõ kiến Đục khoét tình đâu phải để cho anh. Anh là ai, về bản chất? – Người bạn Nhưng mà anh có đòi hỏi của mình. Có tình yêu vô hạn hơn đường vòng Tình yêu kia điên rồ và cuồng loạn Lại có – bồ câu bạn gái trở thành Chỉ cần bồ câu vuốt ve âu yếm. Chỉ quyến rũ bằng bờ môi dịu êm Bằng hơi thở ngọt ngào vây lấy nó Nhìn vào tim – thẳng thắn và thô lỗ Nghe vang lên trống ngực đập thình thình. Nhưng có tình bạn ở trên mặt đất Tình cảm này vẫn có ở trần gian Khi tiếng thỏ thẻ là không cần thiết Như cái bắt tay trong mỗi gia đình. Khi không cần gặp gỡ hay thư từ Nhưng mắt em mãi mãi nhìn ánh mắt Có vẻ như là trong cơ thể kia Một dây thần kinh mới vừa có mặt. Dù điều gì có xảy ra với em Và dù lời em có từng nguyền rủa Em cùng với số phận mình tàn phế Vẫn gặp nguyên ấm áp ánh mắt nhìn. Gặp nhau không như những kẻ hân hoan Nhưng thẳm sâu và trinh nguyên quá đỗi Đấy không phải là vì em tuyệt đối Mà chỉ giản đơn, em – chính là em. Sonnet Bất tử không có. Vinh quang là sương khói Nhả khói dù cho đến cả ngàn năm Nhưng sẽ có người thay bạn nơi nào đấy Thiên tài ơi, bạn sẽ biến mất tăm. Vì lịch sử đã từng cần đến bạn Có thể chỉ là mấy phút giây thôi Nhưng thiên tài tội nghiệp đừng tuyệt vọng Hỡi người cô đơn buồn bã trên đời. Như ngày trước, bạn khao khát vĩnh hằng! Hãy để ý tưởng không xa rời bạn Rằng tiếng vọng từ tương lai xa xăm Bạn cần hơn huân chương và danh tiếng. Bất tử không có. Nhưng cuộc sống vẫn đầy tràn Khi cái chết được cuộc đời ban tặng. Hạnh phúc Thật hay khi hạnh phúc có nguyên nhân Trúng xổ số hay là thăng cấp bậc Sự phục thù giữ trong điều bí mật Gặp gỡ hay những vần thơ tài tình Phận số ở trong chiến công của mình Quả ô liu lớn lên trong bão táp Nhưng không có thứ gì hạnh phúc hơn Niềm hạnh phúc mà không có nguyên nhân. Bản dịch của Nguyễn Viết Thắng | О любви Если умру я, если исчезну, Ты не заплачешь. Ты б не смогла. Я в твоей жизни, говоря честно, Не занимаю большого угла. В сердце твоем оголтелый дятел Не для меня долбит о любви. Кто я, в сущности? Так. Приятель. Но есть права у меня и свои. Бывает любовь безысходнее круга — Полубезумье такая любовь. Бывает — голубка станет подругой, Лишь приголубь ее голубок, Лишь подманить воркованием губы, Мехом дыханья окутать ее, Грянуть ей в сердце — прямо и грубо — Жаркое сердцебиенье свое. Но есть на свете такая дружба, Такое чувство есть на земле, Когда воркованье просто не нужно, Как рукопожатье в своей семье, Когда не нужны ни встречи, ни письма, Но вечно глаза твои видят глаза, Как если б средь тонких струн организма Новый какой-то нерв завелся. И знаешь: что б ни случилось с тобою, Какие б ни прокляли голоса — Тебя с искалеченною судьбою Те же теплые встретят глаза. И встретят не так, как радушные люди, Но всей глубиною своей чистоты, Не потому, что ты абсолютен, А просто за то, что ты — это ты. СОНЕТ Бессмертья нет. А слава только дым, И надыми хоть на сто поколений, Но где-нибудь ты сменишься другим И все равно исчезнешь, бедный гений. Истории ты был необходим Всего, быть может, несколько мгновений... Но не отчаивайся, бедный гений, Печальный однодум и нелюдим. По-прежнему ты к вечности стремись! Пускай тебя не покидает мысль О том, что отзвук из грядущих далей Тебе нужней и славы и медалей. Бессмертья нет. Но жизнь полным-полна, Когда бессмертью отдана она. КАКИМ БЫВАЕТ СЧАСТЬЕ Хорошо, когда для счастья есть причина: Будь то выигрыш ли, повышенье чина, Отомщение, хранящееся в тайне, Гениальный стихи или свиданье, В историческом ли подвиге участье, Под метелями взращенные оливы... Но нет ничего счастливей Беспричинного счастья. |